# International Grenfell Association
Die International Grenfell Association (IGA) bietet Fischern und Küstengemeinden im nördlichen Neufundland und an der Küste Labradors medizinische Versorgung, Bildung, religiöse Dienste sowie Rehabilitations- und andere soziale Aktivitäten. Benannt ist sie nach ihrem Gründer Wilfred Grenfell.
An der Küste Labradors gab es vor 1892 nur wenige Einrichtungen zur medizinischen Versorgung für die in großen Teilen indigene Bevölkerung. Nur eine Missionsstation der Herrnhuter Brüdergemeine bot medizinische Grundversorgung, gelegentlich kam ein von der neufundländischen Regierung beauftragter Arzt per Postschiff. Grenfell erkannte 1892 auf einer medizinischen Expedition mit einem Hospitalschiff die schlechte medizinische Versorgung sowie die harten Lebensbedingungen der Bevölkerung. Daraufhin baute er ein Netzwerk regionaler Krankenhäuser und Pflegestationen auf. Die ersten Krankenhäuser wurden 1893 in Battle Harbour und 1894 in Indian Harbour errichtet. Die IGA wurde am 10. Januar 1914 gegründet, als Neufundland noch nicht zu Kanada gehörte. Ihr Netzwerk dehnte sich bis in die 1960er-Jahre auch ins Innere von Labrador aus.
Zwischen 1949 und 1979 wurden Tausende indigene Kinder aus ihren Gemeinden entführt und in fünf Internatsschulen untergebracht, die von der International Grenfell Association oder den Herrnhutern betrieben wurden. Berichtet wird, dass die Kinder dort sexuell und körperlich missbraucht wurden und Sprach- und Kulturverluste erlitten.